# Osiedle Zachodnie (Świnoujście)
Osiedle Zachodnie – osiedle mieszkaniowe w Świnoujściu.

## Położenie
Osiedle położone jest na wyspie Uznam, przy drodze krajowej nr 93 w zachodniej części miasta. W jego skład wchodzi rejon ulic: Grunwaldzkiej (część zachodnia), Odrowców, Mazowieckiej, Wielkopolskiej, Małopolskiej, Markiewicza, Drawskiej, Mazurskiej, Kaszubskiej, Szkolnej, Kuglinów, Śląskiej, Toruńskiej, Gdyńskiej, Warszawskiej, Grodzkiej, Grudziądzkiej, Gdańskiej, Chełmskiej oraz Bydgoskiej.

## Edukacja
Na osiedlu znajdują się następujące placówki oświaty:
- Przedszkole Miejskie Nr 1
- Przedszkole Miejskie Nr 11
- Szkoła Podstawowa Nr 4 z Oddziałami Integracyjnymi, im. kpt. ż.w. Mamerta Stankiewicza
- Gimnazjum dla Dorosłych w Zespole Szkół
- Gimnazjum Fundacji "LOGOS"
- Gimnazjum Integracyjne, im. kpt. ż.w. Mamerta Stankiewicza
- I Liceum Społeczne Fundacji "LOGOS"
- Liceum Ogólnokształcące Nr 1 Szczecińskiego Centrum Edukacyjnego
- Liceum Ogólnokształcące Nr 2 Szczecińskiego Centrum Edukacyjnego
- Technikum Ekonomiczne w Zespole Szkół
- Technikum Hotelarskie w Zespole Szkół
- Technikum Żywienia i Gospodarstwa Domowego w Zespole Szkół
- Technikum Ortopedyczne
- Technikum Zawodowe Nr 4 Szczecińskiego Centrum Edukacyjnego w Świnoujściu
- Technikum Zawodowe Nr 5 Szczecińskiego Centrum Edukacyjnego w Świnoujściu
- Zachodniopomorskie Centrum Kształcenia Zawodowego i Ustawicznego
- Medyczne Studium Zawodowe
- Zachodniopomorska Szkoła Biznesu - Wydział Przedsiębiorczości w Świnoujściu

## Komunikacja

### Komunikacja miejska
Na osiedla zachodnie można dojechać liniami 2, 6 (wakacyjna), A i B (okrężne).

### Transport kolejowy
Do lat 40. XX wieku przez południową część osiedla przebiegała linia kolejowa Ducherow – Świnoujście Główne, a na osiedlu znajdował się dworzec Świnoujście Główne. W planach jest odbudowa linii do Ducherow, lecz w innym przebiegu na terenie Świnoujścia, nowa linia kolejowa ma przebiegać w zachodniej części osiedla, do 2012 roku jest planowane dociągnięcie linii kolejowej do portu lotniczego Heringsdorf, a do 2015 do Ducherow.

### Transport drogowy
W południowej części osiedla przebiega droga krajowa nr 93, łącząca byłe przejście graniczne Świnoujście-Garz (niemiecka droga krajowa nr 110) z rondem w Łunowie (droga krajowa nr 3).